# James Reid
James Reid (Sídney, Australia, 11 de mayo de 1993) es un actor, cantante, compositor, bailarín y karateca australiano-filipino.  Saltó a la fama después de ser declarado ganador de la "Pinoy Big Brother: Teen Clash" en 2010. También se hizo conocer como actor después de participar en películas filipinas como Diary ng Panget y Talk Back and You're Dead.

## Biografía
James nació en Sídney, Australia el 11 de mayo de 1993, su padre es australiano y su madre es filipina. Tiene cinco hermanos y dos hermanas. Además tiene 7 medio hermanos por parte de su padre y 1 medio hermano por parte de su madre. Sus padres se separaron cuando él tenía sólo dos años de edad. Vivió en Australia hasta los 16 años de edad. Se movía sólo con su padre por Filipinas, dejando a su madre y sus hermanos y nuevamente para regresar a Australia. La razón de su movimiento fue debido a los problemas financieros que su padre necesitaba para tener una atención médica. James tuvo ciertos problemas de ajuste en el país, estaba experimentando ciertos problemas académicos y habilidades sociales, especialmente en el idioma. James era un gimnasta y un nadador. Solía estudiar en la ciudad de Makati, en el "Science High School", antes de que su padre decidiera inscribirlo en el "Karabar High School Distance Education Centre", un centro de aprendizaje en Australia, situada en Karabar, Nueva Gales del Sur.

## Carrera
James cuando contaba con unos 16 años de edad, ingresó al "Pinoy Big Brother", siendo uno de los nuevos compañeros de la denominada casa "Teenternational", su ingreso fue el 30 de abril de 2010. Además en esta casa se celebró su 17.º cumpleaños, la fiesta fue organizada por sus demás compañeros y celebrada en una piscina. Más adelante fue desalojado de esta casa por motivos de salud, fue internado de emergencia en el hospital el 21 de mayo de 2010 a causa de dolores de pecho. Más adelante el 1 de junio de 2010, fue nuevamente internado junto a su otro compañero llamado Angelo Pasco, por motivo de respiración. Al principio los médicos le diagnosticaron costocondritis o dolores musculares en la zona de sus costillas, con nuevos estudios médicos le diagnosticaron que tenía un agujero en uno de sus pulmones y que tenía algunas dificultades en la respiración. A James por el bien de su salud, tubo que quedarse y descansar en el hospital, le colocaron un tubo para que pueda respirar y así lograr de mejorar su salud. El 8 de junio de 2010, el artista fue dada de alta, pero manteniendo su tratamiento médico. Después de recuperarse, participó y fue proclamado ganador de la "Pinoy Big Brother", gracias a una puntuación de 179,294 (19,75%), del total de los votos de 1,05%. Como ganador James, ha recibido un monto de 1,000,000. de pesos filipinos. Con el paso del tiempo, logró convertirse en un reconocido cantante y actor.

## Vida personal
Durante su estancia en la casa PBB, estaba vinculado con uno de sus tres compañeros como Tricia Santos, Ann Li y Devon Seron, con esta última se convirtió en su primera relación oficial. Aunque también fue previamente vinculado desde 2011 hasta 2014 con Ericka Villongco, integrante del dúo musical Krissy & Ericka.En este momento está saliendo con su pareja, Nadine Lustre desde el 11 de febrero de 2016, pero a fines de enero de 2020, anunciaron su separación, justo antes de celebrar su cuarto aniversario.

## Filmografía

### Televisión
| Año  | Título                                     | Personaje                             | Canal       |
| ---- | ------------------------------------------ | ------------------------------------- | ----------- |
| 2010 | Pinoy Big Brother: Teen Clash 2010         | Housemate/Big Winner                  | ABS-CBN     |
| 2011 | Maynila Presents: Loving Your Own          | Alvin                                 | GMA Network |
| 2011 | Good Vibes                                 | Spencer Ziff                          | ABS-CBN     |
| 2012 | Precious Hearts Romances Presents: Pintada | Vito                                  | ABS-CBN     |
| 2014 | MTV Pinoy                                  | Celebrity Guest VJ with Nadine Lustre | MTV Pinoy   |
| 2014 | Myx                                        | Celebrity Guest VJ with Joseph Marco  | Myx Channel |
| 2014 | Wansapanataym: My App #Boyfie              | Joe                                   | ABS-CBN     |
| 2015 | On the Wings of Love                       | Clark Medina                          | ABS-CBN     |
| 2017 | Till I Meet You                            | Basti                                 | ABS-CBN     |

### Películas
| Año  | Título                    | Personaje                      | Producción                        |
| ---- | ------------------------- | ------------------------------ | --------------------------------- |
| 2011 | On Thin Ice               | Paul Ruiz                      | Short Film De La Salle University |
| 2014 | Diary ng Panget           | Cross Sandford                 | Viva Films                        |
| 2014 | Talk Back and You're Dead | Timothy "Top" Odelle Pendleton | Viva Films and Skylight Films     |
| 2014 | Relax, It's Just Pag-Ibig | special participation          | Spring Films Star Cinema          |
| 2015 | Para sa hopeless romantic | Nikko John Borja               | Viva Films Star Cinema            |
| 2015 | Beauty And The Bestie     | Tristan                        | Viva Films Star Cinema            |

## Discografía

### Álbumes de estudio
- We Are Whatever[3][4] (2011)
- James Reid (2013)
- Reid Alert (2015)

### Singles
| Año  | Canción                 | Álbum                                                | Producción   | Notas                                                              |
| ---- | ----------------------- | ---------------------------------------------------- | ------------ | ------------------------------------------------------------------ |
| 2011 | While We're Still Young | We Are Whatever                                      | Star Records | with Bret Jackson                                                  |
| 2011 | One Night Romance       | We Are Whatever                                      | Star Records | with Bret Jackson                                                  |
| 2013 | Alam Niya Ba            | James Reid                                           | Viva Records | Debut Single                                                       |
| 2014 | No Erase                | Diary ng Panget: The Movie Soundtrack                | Viva Records | Official Themesong of the movie Diary ng Panget with Nadine Lustre |
| 2014 | Natataranta             | Diary ng Panget: The Movie Soundtrack                | Viva Records | Official Themesong of the movie Diary ng Panget                    |
| 2014 | Bahala Na               | Talk Back and You're Dead: Original Movie Soundtrack | Viva Records | with Nadine Lustre                                                 |

## Avales
- JAG Jeans[6]
- BELO Medical Group
- Nail-a-holics
- Vivera Salon
- Gold's Gym
- my|phone[7][8]
- ABE International Business College[9][10]
- SMART Prepaid[11]